# Imogen Sutton
Imogen Sutton é uma produtora cinematográfica e cineasta canadense. Como reconhecimento, foi nomeado ao Oscar 2016 na categoria de Melhor Animação em Curta-metragem por Prologue.